# Escarpa

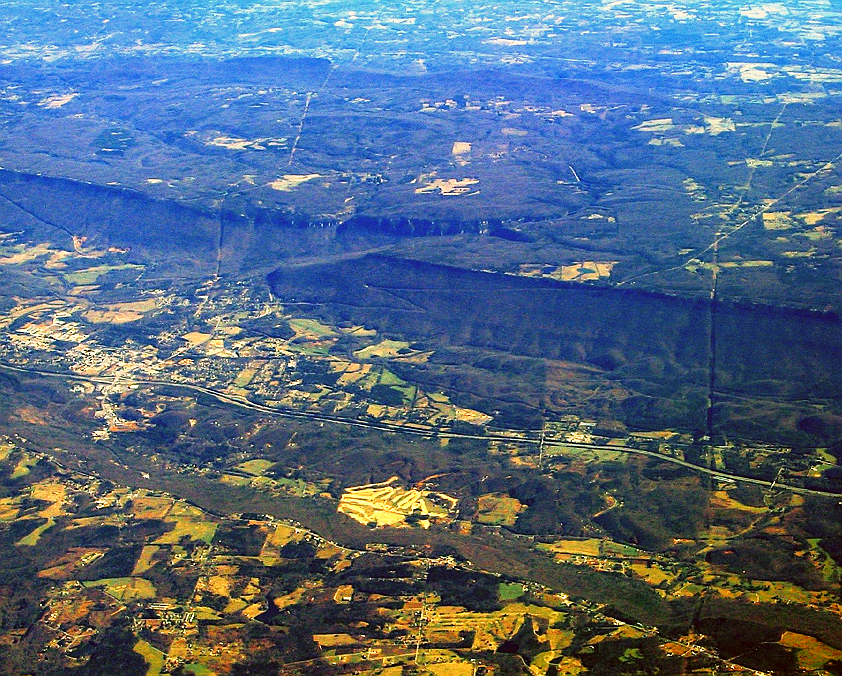
Escarpa em cuesta no Tennessee, Estados Unidos

Uma escarpa, em geomorfologia, é uma forma de relevo que é uma área de transição entre diferentes províncias fisiogeográficas que envolve uma elevação aguda (superior a 49º), caracterizada pela formação de um penhasco ou uma encosta íngreme. O termo vem do italiano scarpa. A superfície desta encosta íngreme é chamada de rosto da escarpa.

## Formação

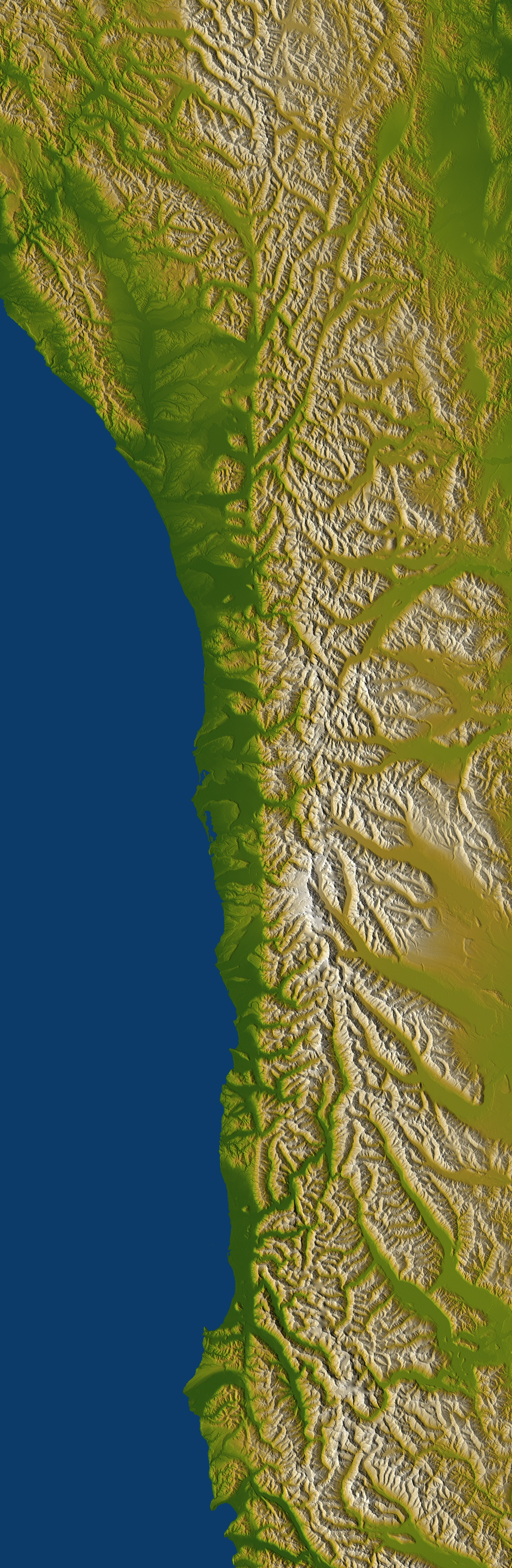
Imagem sombreada e colorida da Shuttle Radar Topography Mission, mostrando um modelo altimétrico da Falha Alpina da Nova Zelândia, com cerca de 500 km de extensão. A escarpa é flanqueada por cadeias de montanhas entre a falha e as montanhas dos Alpes do Sul. No topo da figura está a direção nordeste.

As escarpas geralmente são formadas pela erosão diferencial de rochas cristalinas ou pelo movimento vertical da crosta terrestre ao longo de uma falha geológica. Em outras palavras, rampas aclíveis que surgem nas bordas de planaltos. Frequentemente as escarpas estão na transição entre uma série de rochas sedimentares para outra série de uma composição e datação diferente.
As escarpas que são formadas por falhas geológicas surgem quando uma falha move a superfície terrestre de modo a que um lado fique mais alto que o outro, dando origem a uma escarpa de falha.

## Escarpas significativas

### África
- Escarpa Elgueio (Vale do Rifte, Quênia)
- Janela de Deus (África do Sul)
- Grande Escarpa da África Austral (África do Sul)
- Escarpa Bandiagara (Mali)
- Escarpa do Zambeze (Zâmbia)

### Antártica
- Escarpa Usas

### Ásia
- Escarpa Vindiã (Índia)

### Austrália e Nova Zelândia
- Austrália
  - Escarpa Darling
  - Planalto Dorrigo
  - Escarpa Illawarra
  - Escarpa Nullarbor
- Nova Zelândia
  - Lado leste dos Alpes do Sul

### Europa
- Inglaterra
  - Cotswolds
  - North Downs
  - South Downs
- França
  - Côte d'Or
  - Pays de Bray
- Malta
  - Victoria Lines

### América do Norte
- Canadá e Estados Unidos da América (partilhadas por ambos os países)
  - Escarpa Pembina (Manitoba e Dacota do Norte)
  - Escarpa Niagara (Ontário, Ilinóis, Michigan, Nova Iorque, e Wisconsin)
  - Devil's Rock (Lago Temiskaming, Ontário)
- Estados Unidos da América
  - Devil's Slide (Califórnia)
  - Allegheny Front (Pensilvânia, Maryland e Virgínia Ocidental)
  - Falha Balcones (Texas)
  - Bergen Hill (Nova Jérsei)
  - Book Cliffs (Utá e Colorado)
  - Escarpa Caprock (Texas)
  - Catskill (Nova Iorque)
  - Escarpa Cody (Flórida)
  - Escarpa Elkhorn (Falha de Santo André)
  - Escarpa Knobstone (sul do estado de Indiana)
  - Escarpa Mescalero (Novo México)
  - Escarpa do Missouri (Dacota do Norte)
  - Mogollon Rim (Arizona)
  - Muldraugh Hill (Kentucky)
  - Pine Ridge (Nebrasca)
  - Sierra Nevada - leste da (Califórnia)
- Caribe
  - Escarpa das Bahamas (Bahamas)

### América do Sul
- Brasil
  - Serra das Russas (Pernambuco)
  - Serra do Mar (São Paulo)
  - Serra da Mantiqueira (São Paulo, Minas Gerais e Rio de Janeiro)
  - Escarpa Devoniana (Paraná e São Paulo)[2]